# Мутањ
Мутањ је насеље у Србији у општини Горњи Милановац у Моравичком округу. Према попису из 2022. било је 38 становника. Удаљено је 11 км од Горњег Милановца. Налази се одмах поред Ибарске магистрале у правцу ка Београду, испод планине Рудник. Надморска висине је између 360 и 600 м, а површина износи 677 ха.
Село је првобитно припадало општини, школи и парохији цркве мајданске. Једном територијалном поделом припало је качерском срезу, општини, школи и цркви у Шилопају.
Овде се налазе Стари споменици на сеоском гробљу у Мутњу.

## Општи подаци
Село је доста забачено и до њега нема добрих путева. У жижу јавности је дошло након што је мештанин, уметник Иван Јаковљевић, направио натпис: „Српски Холивуд” од слова високих око 3 м. Натпис је видљив са Ибарске магистрале и са Рудника. Овде се крајем јула одржава фестивал независног оф-филма Србије.

## Историја
Мутањ је постојао још у средњовековној Србији. Доласком Турака село је опустело. Поново су га 1809. године населили досељеници са Сјеничке висоравни, од Новог Пазара и ужичког краја. Под именом Мутањ први пут је забележено у турском попису 1559. године. Тада је имало 12 домова. Нема прихватљивог објашњења како је настало име Мутањ. По једном предању име је добило по мутним сеоским потоцима.
У ратовима у периоду од 1912. до 1918. године село је дало 81 ратника. Погинуло их је 34 а 47 је преживело.

## Демографија
У пописима село је 1910. године имало 322 становника, 1921. године 275, а 2002. године тај број је спао на 104.
У насељу Мутањ живи 84 пунолетна становника, а просечна старост становништва износи 49,6 година (49,3 код мушкараца и 49,8 код жена). У насељу има 42 домаћинства, а просечан број чланова по домаћинству је 2,48.
Ово насеље је у потпуности насељено Србима (према попису из 2002. године), а у последња три пописа, примећен је пад у броју становника.
|  |

| Демографија | Демографија | Демографија |
| Година      | Становника  | Становника  |
| ----------- | ----------- | ----------- |
| 1948.       | 363         |             |
| 1953.       | 357         |             |
| 1961.       | 300         |             |
| 1971.       | 242         |             |
| 1981.       | 169         |             |
| 1991.       | 131         | 128         |
| 2002.       | 104         | 104         |
| 2011.       | 46          |             |

| Етнички састав према попису из 2002.‍ | Етнички састав према попису из 2002.‍ | Етнички састав према попису из 2002.‍ | Етнички састав према попису из 2002.‍ | Етнички састав према попису из 2002.‍ |
| ------------------------------------ | ------------------------------------ | ------------------------------------ | ------------------------------------ | ------------------------------------ |
|                                      |                                      |                                      |                                      |                                      |
| Срби                                 | Срби                                 |                                      | 104                                  | 100,0%                               |
| непознато                            | непознато                            |                                      | 0                                    | 0,0%                                 |

| Година пописа     | 1948. | 1953. | 1961. | 1971. | 1981. | 1991. | 2002. |
| ----------------- | ----- | ----- | ----- | ----- | ----- | ----- | ----- |
| Број домаћинстава | 67    | 67    | 69    | 59    | 55    | 48    | 42    |

| Број чланова      | 1  | 2  | 3 | 4 | 5 | 6 | 7 | 8 | 9 | 10 и више | Просек |
| ----------------- | -- | -- | - | - | - | - | - | - | - | --------- | ------ |
| Број домаћинстава | 12 | 16 | 4 | 5 | 2 | 3 | 0 | 0 | 0 | 0         | 2,48   |

| Пол    | Укупно | Неожењен/Неудата | Ожењен/Удата | Удовац/Удовица | Разведен/Разведена | Непознато |
| ------ | ------ | ---------------- | ------------ | -------------- | ------------------ | --------- |
| Мушки  | 41     | 9                | 28           | 3              | 1                  | 0         |
| Женски | 51     | 6                | 25           | 17             | 2                  | 1         |
| УКУПНО | 92     | 15               | 53           | 20             | 3                  | 1         |

| Пол    | Укупно                    | Пољопривреда, лов и шумарство | Рибарство                            | Вађење руде и камена | Прерађивачка индустрија       |
| ------ | ------------------------- | ----------------------------- | ------------------------------------ | -------------------- | ----------------------------- |
| Мушки  | 18                        | 9                             | 0                                    | 2                    | 1                             |
| Женски | 12                        | 6                             | 0                                    | 0                    | 1                             |
| УКУПНО | 30                        | 15                            | 0                                    | 2                    | 2                             |
| Пол    | Производња и снабдевање   | Грађевинарство                | Трговина                             | Хотели и ресторани   | Саобраћај, складиштење и везе |
| Мушки  | 0                         | 1                             | 1                                    | 0                    | 2                             |
| Женски | 0                         | 0                             | 1                                    | 0                    | 0                             |
| УКУПНО | 0                         | 1                             | 2                                    | 0                    | 2                             |
| Пол    | Финансијско посредовање   | Некретнине                    | Државна управа и одбрана             | Образовање           | Здравствени и социјални рад   |
| Мушки  | 0                         | 0                             | 0                                    | 0                    | 1                             |
| Женски | 0                         | 1                             | 0                                    | 2                    | 1                             |
| УКУПНО | 0                         | 1                             | 0                                    | 2                    | 2                             |
| Пол    | Остале услужне активности | Приватна домаћинства          | Екстериторијалне организације и тела | Непознато            | Непознато                     |
| Мушки  | 1                         | 0                             | 0                                    | 0                    | 0                             |
| Женски | 0                         | 0                             | 0                                    | 0                    | 0                             |
| УКУПНО | 1                         | 0                             | 0                                    | 0                    | 0                             |

## Галерија
- крајолик 44° 06′ 46″ N 20° 28′ 13″ E / 44.11278° С; 20.47028° И
- путоказ 44° 06′ 42″ N 20° 28′ 03″ E / 44.11167° С; 20.46750° И
- путоказ 44° 06′ 57″ N 20° 28′ 23″ E / 44.11583° С; 20.47306° И
- Српски Холивуд 44° 07′ 13″ N 20° 28′ 33″ E / 44.12028° С; 20.47583° И
- Филмска колиба 44° 07′ 13″ N 20° 28′ 33″ E / 44.12028° С; 20.47583° И
- Поглед на Острвицу из села Мутањ 44° 07′ 13″ N 20° 28′ 33″ E / 44.12028° С; 20.47583° И
- Српски Холивуд
- Поглед на Острвицу из села Мутањ
- Поглед на Острвицу из села Мутањ
- Поглед на Острвицу из села Мутањ